# Denis Bergeret
Pour les articles homonymes, voir Bergeret.
Pierre Denis Bergeret, né le 19 janvier 1844 à Villeparisis (Seine-et-Marne) et mort à Paris 7e le 19 février 1910, est un peintre français, auteur de natures mortes – principalement des crustacés – et de scènes de cuisine.

## Biographie
Il est l'élève d'Eugène Isabey, de Jules Lefebvre et de Léon Bonnat. Il expose à Paris entre 1870 et 1908, surtout des natures mortes.
En 1900, il est fait chevalier de la Légion d'honneur.
Il repose au cimetière de Villedieu-sur-Indre, d'où son épouse, Louise Virginie Potier, était originaire.

## Œuvres
- Intérieur. Nature morte, Musée d'Orsay[6]
- La table ronde, Musée d'Orsay[7]
- Artichauts cuits, Musée des beaux-arts de Pau
- Raisins, Musée des beaux-arts de Pau
- Nature morte : homards et crevettes, Musée des beaux-arts de Rouen
- Nature morte aux crevettes (ancien titre : Marée), Musée des beaux-arts de Rouen
- Nature morte aux crevettes, Musée maritime de l'Île Tatihou, Saint-Vaast-la-Hougue
- Crevettes, Musée d'art et d'histoire de Genève
- Nature morte, Musée des beaux-arts de Bordeaux
- Quand vous aurez fini, Musée Charles de Bruyères à Remiremont
- Le cuisinier embarrassé, Musée des Beaux-Arts de Bernay
- Les Asperges, Musée de Louviers